# Nant FR
| FR ist das Kürzel für den Kanton Freiburg in der Schweiz. Es wird verwendet, um Verwechslungen mit anderen Einträgen des Namens Nant zu vermeiden. |

Der Ort Nant FR gehört zur Gemeinde Mont-Vully und liegt im schweizerischen Kanton Freiburg.

## Lage
Nant liegt am Fuss des Mont Vully am Murtensee und zwischen Praz (Vully) und Sugiez. Mit diesen beiden Orten ist Nant heute zusammengewachsen.
Der Ort selber wird in Nant-Dessus mit kleinstädtischem Charakter und in Nant-Dessous unterteilt. Während sich Nant-Dessous entlang der parallel am Ufer entlang führenden «alten» Strasse erstreckt, befindet sich Nant-Dessus höher am Bergfuss an der parallel verlaufenden Strasse am Talausgang des Tales Vau de Nant.

## Geschichte
Der Ort wird 1347 urkundlich erstmals erwähnt. Die Ortschaft «vilagium de Nannt» wird im Jahr 1375 vom Lehnsherrn Stadt Murten, zusammen mit anderen Orten, der Gemeinde La Rivière zugewiesen.
Bis 1484 gehörte Nant zur Herrschaft Murten, bis 1798 zur gemeinen Herrschaft von Bern und Freiburg und bis 1848 zum Bezirk Murten.
Nant gehört kirchgenössig zu Môtier, das 1530 reformiert wurde. 1636 erlebte Nant eine Feuersbrunst.

## Verkehr
Nant liegt an der Strasse entlang des nördlichen Ufers des Murtensees von Sugiez nach Salavaux.
Durch eine Buslinie der Freiburgischen Verkehrsbetriebe (TPF), die von Sugiez nach Lugnorre führt, ist das Dorf an das Netz des öffentlichen Verkehrs angebunden.

## Sehenswürdigkeiten
Der sogenannte Sarazenenturm, dessen Bau ins 12. bis 13. Jahrhundert zurückgeht, ist die Ruine eines mittelalterlichen Wehrturms mit einer Mauerdicke von 2 Metern.